# 静岡県道180号富士宮富士公園線

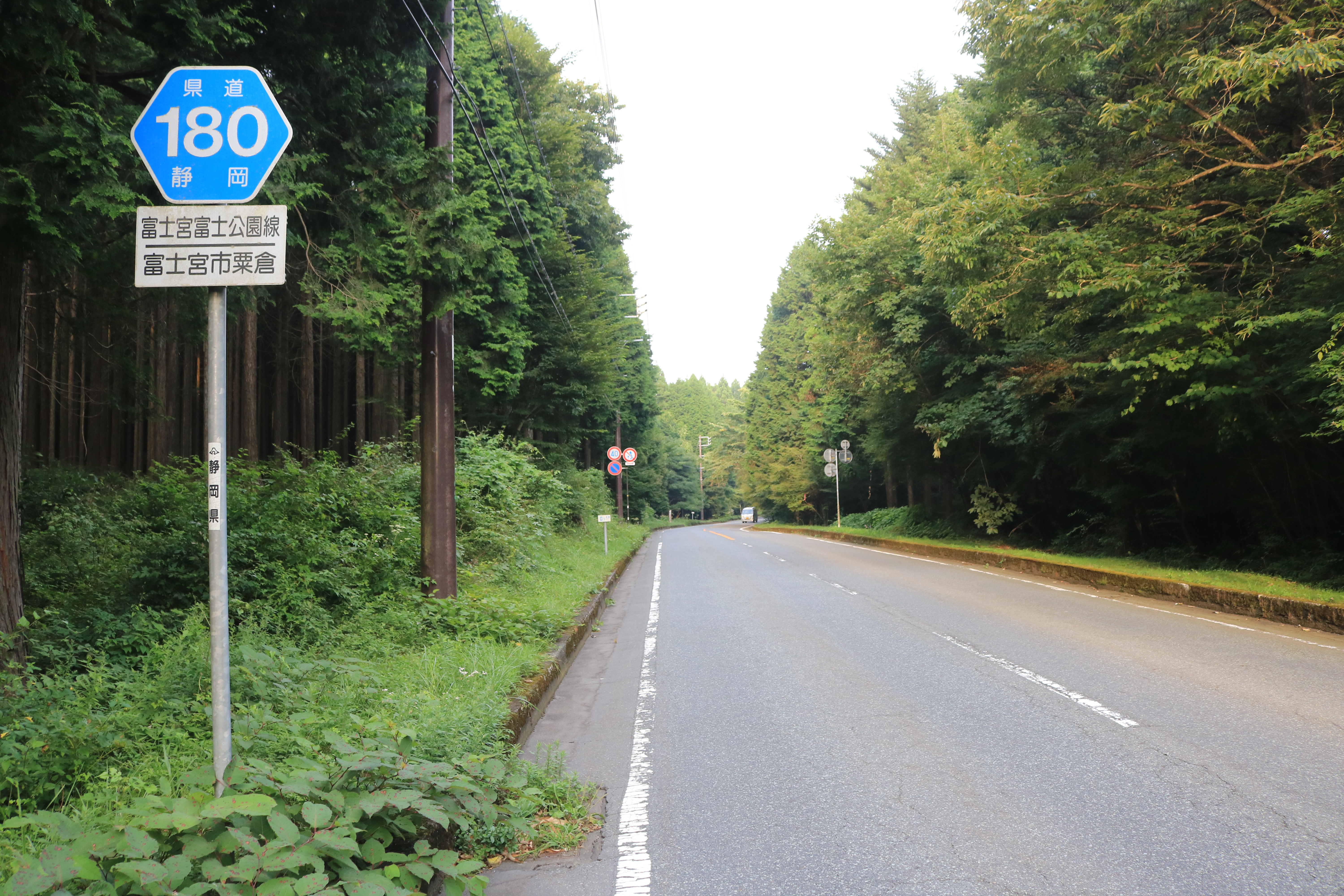
静岡県道180号富士宮富士公園線、富士山スカイラインの区間内、富士宮市粟倉にて

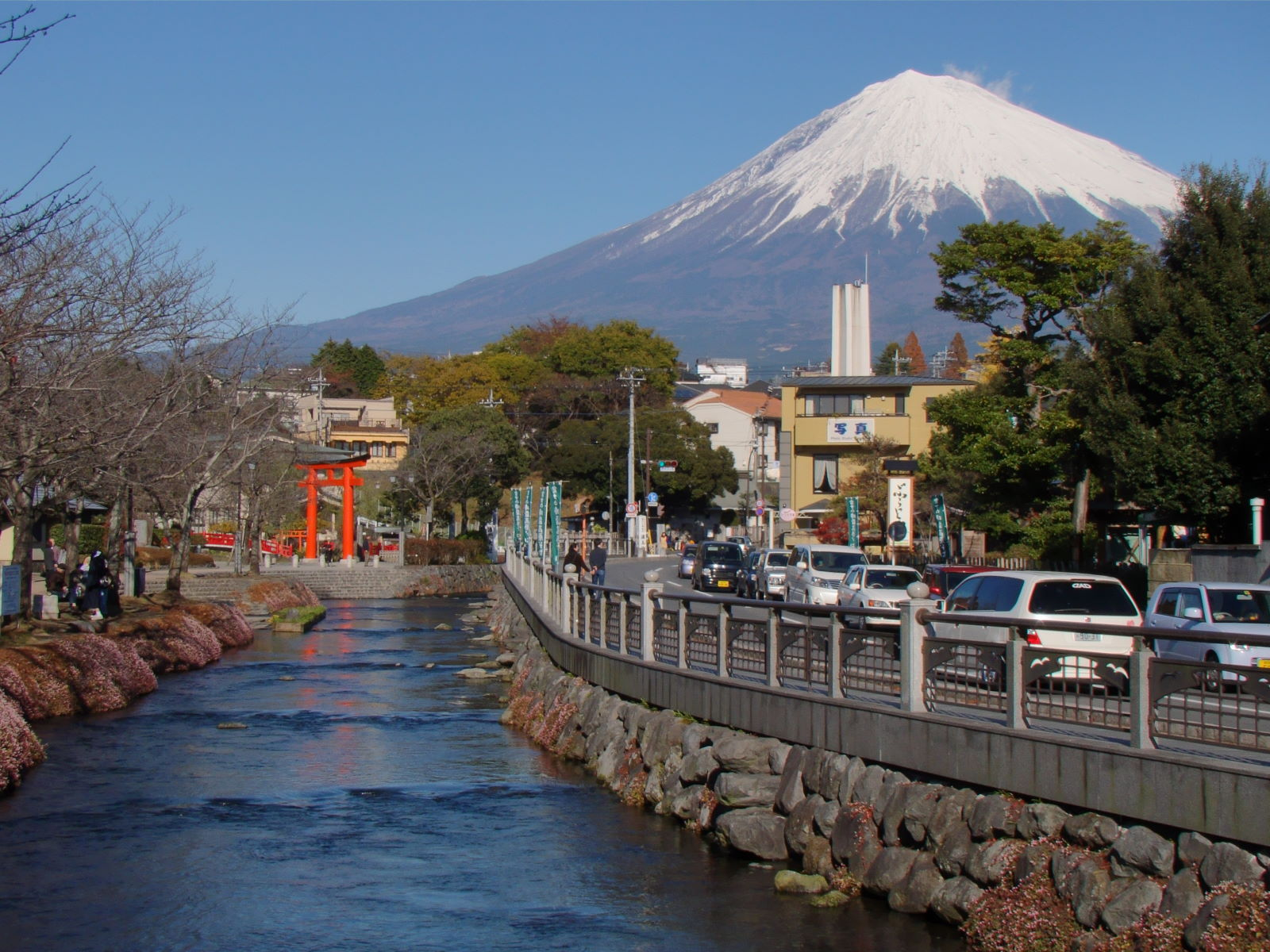
富士宮市街地では神田川沿いを通る

静岡県道180号富士宮富士公園線（しずおかけんどう180ごう ふじのみやふじこうえんせん）は、静岡県にある道路（一般県道）である。表富士周遊道路（富士山スカイライン）を構成する3つの静岡県道のうちの1つであり、富士宮市中心市街地と富士山山頂を結ぶ。

## 概要

### 路線データ
- 延長：40.2km
- 起点：富士宮市 静岡県道76号富士富士宮由比線交点
- 終点：富士山頂

※ 終点は富士山頂であるが、静岡県道152号富士公園太郎坊線と重複する（後述）。

## 重複区間
- 静岡県道152号富士公園太郎坊線 - 17.9km

静岡県道において、富士山頂を起点・終点としている路線が、富士宮富士公園線を含め、静岡県道150号足柄停車場富士公園線、静岡県道152号富士公園太郎坊線と3路線ある。そのうち「富士公園太郎坊線」とは、富士山スカイラインの登山区間・五合目から頂上の富士登山道で重複する。

## 補足
- 「富士公園線」とは、富士山およびその周辺が富士箱根伊豆国立公園であることから付けられている。